# هنريك راسموسن (سياسي)
هنريك راسموسن هو سياسي دنماركي، ولد في 18 سبتمبر 1971 في غلوستروب في الدنمارك. نشط حزبياً في حزب الشعب المحافظ ‏. وقد انتخب عضو فولكتنغ ‏ عن دائرة Greater Copenhagen (Folketing constituency) ‏ وقد انضم خلال فترته النيابية ‏ (4 يناير 2010 – 31 أغسطس 2010) للكتلة البرلمانية حزب الشعب المحافظ ‏ وانتخب عمدة Vallensbæk Municipality ‏ (7 أبريل 2010 – ).